# Mahershala Ali

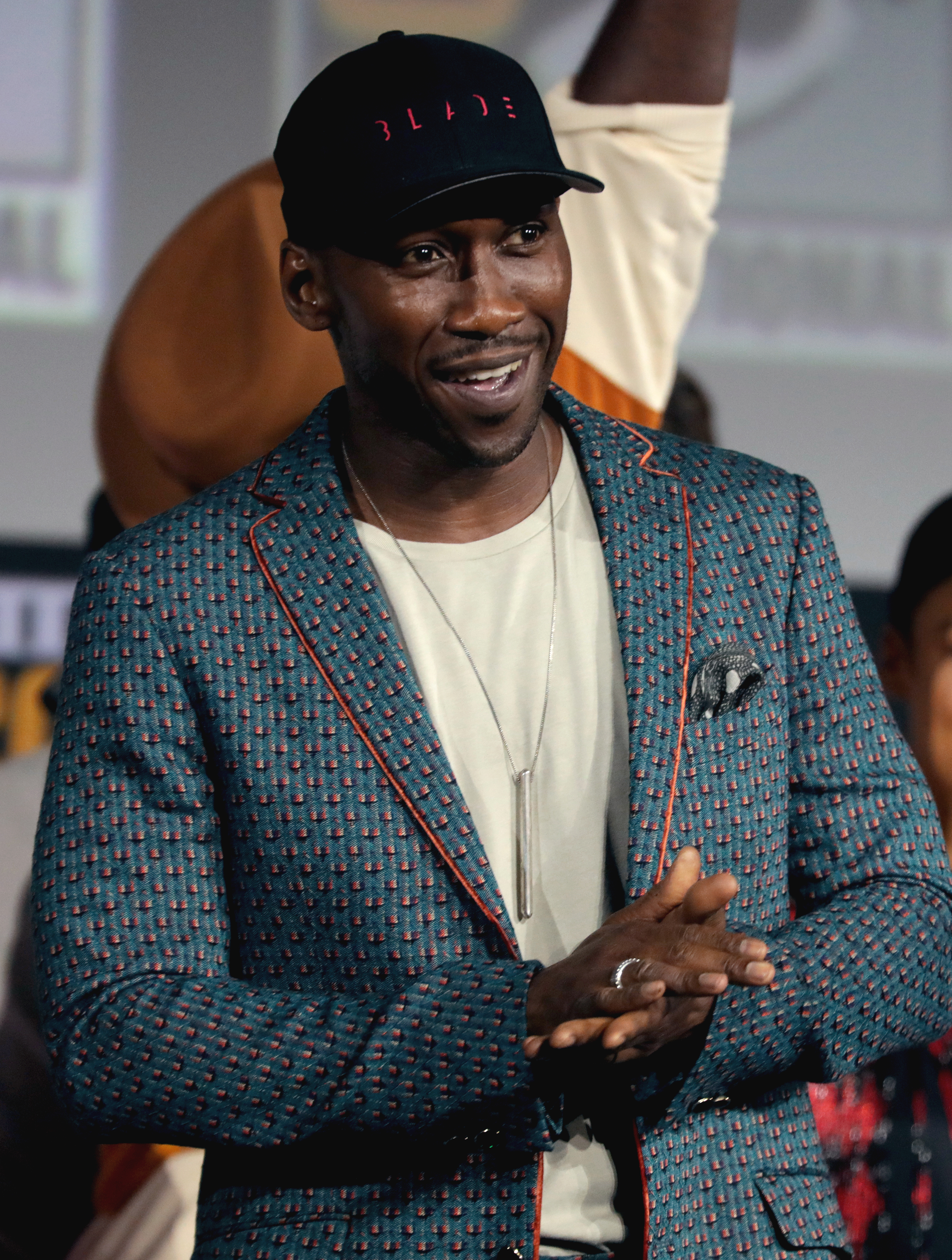
Mahershala Ali auf der San Diego Comic-Con International 2019

Mahershalalhashbaz „Mahershala“ Ali (* 16. Februar 1974 in Oakland, Kalifornien als Mahershalalhashbaz Gilmore) ist ein US-amerikanischer Schauspieler. 2017 erhielt er für seine Rolle im Film Moonlight unter anderem einen Oscar als bester Nebendarsteller. Für seine Rolle in Green Book – Eine besondere Freundschaft wurde er 2019 mit dem Golden Globe und erneut mit dem Oscar als bester Nebendarsteller ausgezeichnet.

## Leben
Seine Eltern, eine Geistliche und ein Schauspieler, benannten ihren Sohn mit vollem Vornamen Mahershalalhashbaz nach Maher-shalal-hash-baz, einem Kind des Propheten Jesaja aus der Bibel. Mahershala konvertierte zum Islam, änderte seinen Nachnamen von Gilmore zu Ali und wurde Mitglied der Ahmadiyya Muslim Gemeinde.
Der an der New York University ausgebildete Ali stand in zahlreichen Theaterstücken, darunter in Der Kaufmann von Venedig, auf der Bühne. Ali gehörte zur Stammbesetzung in der ersten Staffel von Crossing Jordan – Pathologin mit Profil, trat als Gast in Fernsehserien auf, zum Beispiel in einer Episode von CSI: Den Tätern auf der Spur, und übernahm Hauptrollen in der Mysteryserie 4400 – Die Rückkehrer sowie in Threat Matrix – Alarmstufe Rot.
Er übernahm außerdem eine Nebenrolle in David Finchers Der seltsame Fall des Benjamin Button. 2012 war er im Drama The Place Beyond the Pines auf der Kinoleinwand zu sehen. Von 2013 bis 2016 gab er in der US-Serie House of Cards den ebenso gut vernetzten wie schlagfertigen Lobbyisten Remy Danton. In der ersten Staffel der Netflix-Original-Serie Marvel’s Luke Cage verkörperte er den großen Widersacher des titelgebenden Superhelden.
Für seine Darstellung eines kubanischen Einwanderers und Drogenhändlers in Barry Jenkins’ Spielfilm Moonlight (2016) gewann Ali 2017 den Oscar als bester Nebendarsteller neben zahlreichen weiteren renommierten Auszeichnungen, darunter die Preise der Los Angeles Film Critics Association, des New York Film Critics Circle sowie der Critics’ Choice Movie Award und eine Golden-Globe-Nominierung als bester Nebendarsteller. Insbesondere seine Dankesrede für den Screen Actors Guild Award 2017 sorgte für Aufsehen (sie wurde allein auf Youtube über 230.000 mal abgerufen), da er darin die unmittelbar zuvor von US-Präsident Donald Trump ausgegebene Executive Order 13769 (oft als muslim travel ban bezeichnet) ansprach.
Anfang September 2017 wurde bekannt, dass Ali die Hauptrolle in der 3. Staffel von True Detective spielen würde. 2018 übernahm er in dem Drama Green Book – Eine besondere Freundschaft, in dem er gemeinsam mit Viggo Mortensen vor der Kamera stand, die Rolle des Pianisten Don Shirley. Sie brachte ihm 2019 einen Golden Globe Award in der Kategorie Bester Nebendarsteller sowie den Oscar ein.
In den Kritiken über die dritte Staffel von True Detective steht oft Ali im Mittelpunkt, und dies nicht nur, weil Drehbuchautor Nic Pizzolatto die Figur des Sergeant Wayne Hays ursprünglich gar nicht mit einem schwarzen Schauspieler besetzen wollte. Mahershala Ali musste ihn erst überzeugen, ihm die Hauptrolle zu geben. Stephen Dorff falle nun der Part zu, der eigentlich für Ali vorgesehen war: die des verlässlichen und gutmütigen Partners, verrät Carolin Ströbele in Die Zeit: „Für die Serie ist die Umbesetzung ein großer Glücksfall, denn Ali spielt diesen Polizisten in den drei Phasen seines Lebens absolut beeindruckend. Es ist wirklich ein und derselbe Mann, der diesen Sergeant Hays als 30-, 40- und 70-Jährigen darstellt. Allein an seiner Körperhaltung und -spannung lässt sich ablesen, wie sich in diesem Leben Ehrgeiz in Enttäuschung und Liebe in Verbitterung gewandelt hat.“ Seine darstellerische Leistung brachte ihm eine Emmy-Nominierung in der Kategorie Bester Hauptdarsteller – Miniserie oder Fernsehfilm ein.
Auf der San Diego Comic Con 2019 wurde bekanntgegeben, dass Ali die Rolle des Superhelden Blade im gleichnamigen Film des Marvel Cinematic Universe verkörpern soll.
Ali war Model für die Herrenunterwäsche-Frühjahrskollektion 2017 von Calvin Klein. 2019 wurde er vom Time-Magazine in dessen Time 100, der Liste der 100 einflussreichsten Menschen des Jahres aufgenommen.
Mahershala Ali ist seit 2013 mit der Konzeptkünstlerin Amatus Sami-Karim verheiratet. Die beiden bekamen am 22. Februar 2017 ihr erstes gemeinsames Kind.

## Filmografie (Auswahl)
- 2001–2002: Crossing Jordan – Pathologin mit Profil (Crossing Jordan, Fernsehserie, 19 Folgen)
- 2002: Haunted (Fernsehserie, 1 Folge)
- 2002: New York Cops – NYPD Blue (NYPD Blue, Fernsehserie, 1 Folge)
- 2003: CSI: Den Tätern auf der Spur (CSI: Crime Scene Investigation, Fernsehserie, 1 Folge)
- 2003: Making Revolution
- 2003–2004: Threat Matrix – Alarmstufe Rot (Threat Matrix, Fernsehserie, 15 Folgen)
- 2004–2007: 4400 – Die Rückkehrer (The 4400, Fernsehserie, 31 Folgen)
- 2008: Umi’s Heart
- 2008: Der seltsame Fall des Benjamin Button (The Curious Case of Benjamin Button)
- 2009: Crossing Over
- 2009: Lie to Me (Fernsehserie, 1 Folge)
- 2009: Law & Order: Special Victims Unit
- 2010: Lights Out (Fernsehfilm)
- 2010: The Wronged Man (Fernsehfilm)
- 2010: Predators
- 2011–2012: Alphas (Fernsehserie, 12 Folgen)
- 2011–2012: Treme (Fernsehserie, 6 Folgen)
- 2012: Alcatraz (Fernsehserie, 1 Folge)
- 2012: The Place Beyond the Pines
- 2013: Go for Sisters
- 2013–2016: House of Cards (Fernsehserie, 33 Folgen)
- 2014: Supremacy
- 2014: Die Tribute von Panem – Mockingjay Teil 1 (The Hunger Games: Mockingjay – Part 1)
- 2015: Die Tribute von Panem – Mockingjay Teil 2 (The Hunger Games: Mockingjay – Part 2)
- 2016: Free State of Jones
- 2016: Moonlight
- 2016: Marvel’s Luke Cage (Fernsehserie, 6 Folgen)
- 2016: Hidden Figures – Unerkannte Heldinnen (Hidden Figures)
- 2017: Roxanne Roxanne
- 2018: Green Book – Eine besondere Freundschaft (Green Book)
- 2018: Spider-Man: A New Universe (Spider-Man: Into the Spider-Verse, Stimme von Aaron Davis)
- 2019: True Detective (Fernsehserie, 8 Folgen)
- 2019: Alita: Battle Angel
- 2021: Eternals (Stimme)
- 2021: Schwanengesang (Swan Song, auch als Produzent)
- 2021: Invincible (Fernsehserie, Stimme, 2 Folgen)
- 2023: Spider-Man: Across the Spider-Verse (Stimme von Aaron Davis)
- 2023: Leave the World Behind
- 2025: Jurassic World: Die Wiedergeburt (Jurassic World Rebirth)

## Auszeichnungen (Auswahl)
Black Film Critics Circle Award

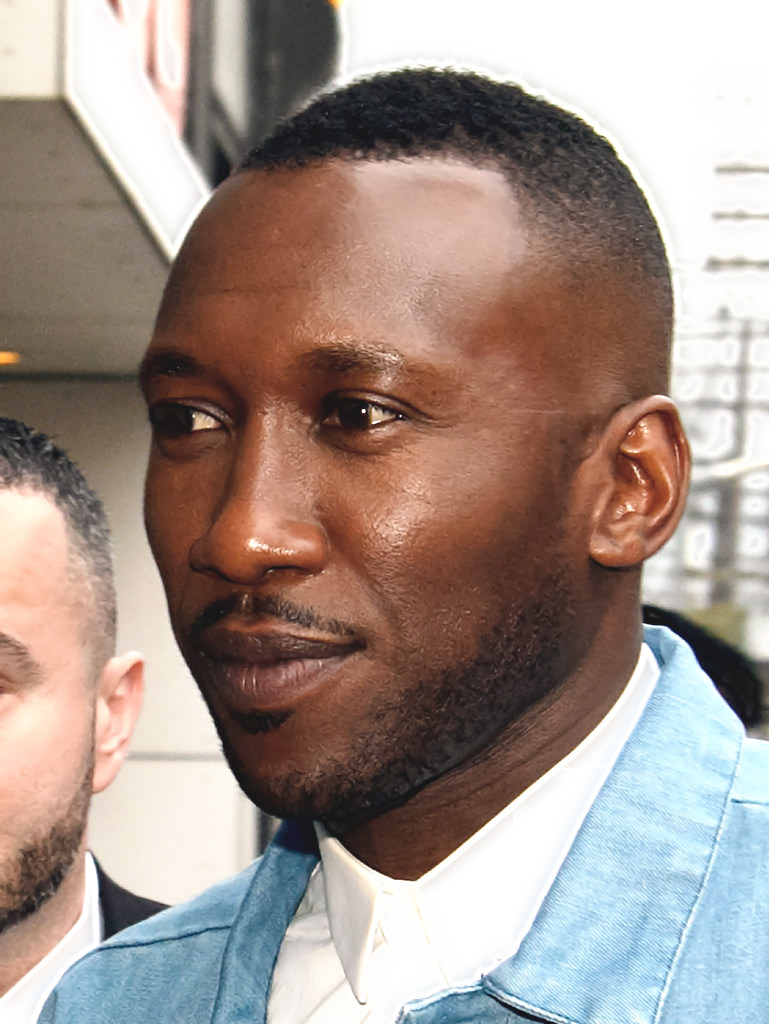
Mahershala Ali bei der Premiere des Films Moonlight in Toronto 2016

- 2016: Auszeichnung als Bester Nebendarsteller (Moonlight)[13]

British Academy Film Award
- 2017: Nominierung als Bester Nebendarsteller (Moonlight)[14]
- 2019: Auszeichnung als Bester Nebendarsteller (Green Book – Eine besondere Freundschaft)
- 2022: Nominierung als Bester Hauptdarsteller (Schwanengesang)

Chicago Film Critics Association Award
- 2016: Auszeichnung als Bester Nebendarsteller (Moonlight)[15]

Critics’ Choice Movie Award
- 2016 (Dez.): Auszeichnung als Bester Nebendarsteller (Moonlight)
- 2016 (Dez.): Auszeichnung als Teil des Besten Schauspielensembles im Film Moonlight[16][17]

Critics’ Choice Television Award
- Dez. 2016: Nominierung für die Beste Gastrolle in einer Dramaserie (House of Cards)[18]

Golden Globe Award
- 2017: Nominierung als Bester Nebendarsteller (Moonlight)[19]
- 2019: Auszeichnung als Bester Nebendarsteller (Green Book – Eine besondere Freundschaft)
- 2022: Nominierung als Bester Schauspieler (Schwanengesang)

Gotham Independent Film Award
- 2016: Auszeichnung mit dem Special Jury Prize als Teil des Ensembles im Film Moonlight[20]

London Critics’ Circle Film Award
- 2017: Auszeichnung als Bester Nebendarsteller (Moonlight)

Los Angeles Film Critics Association Award
- 2016: Auszeichnung als Bester Nebendarsteller (Moonlight)[21]

NAACP Image Award
- 2017: Auszeichnung als Bester Filmschauspieler (Moonlight)[22]

National Society of Film Critics Award
- 2017: Auszeichnung als Bester Nebendarsteller (Moonlight)[23]

New York Film Critics Circle Award
- 2016: Auszeichnung als Bester Nebendarsteller (Moonlight)[24]

Oscar
- 2017: Auszeichnung als Bester Nebendarsteller (Moonlight)[25]
- 2019: Auszeichnung als Bester Nebendarsteller (Green Book – Eine besondere Freundschaft)

Primetime Emmy Award
- 2016: Nominierung als Bester Gastdarsteller in einer Dramaserie (House of Cards)
- 2019: Nominierung als Bester Hauptdarsteller – Miniserie oder Fernsehfilm (True Detective)

Screen Actors Guild Award
- 2017: Auszeichnung als Bester Nebendarsteller (Moonlight)
- 2017: Nominierung als Mitglied des Besten Schauspielensembles in einem Film (Moonlight)
- 2017: Auszeichnung als Mitglied des Besten Schauspielensembles in einem Film (Hidden Figures – Unerkannte Heldinnen)

Washington DC Area Film Critics Association Award
- 2016: Auszeichnung als Bester Nebendarsteller (Moonlight)[26]